# Sturzkampfgeschwader 77
77-ма ескадра пікіруючих бомбардувальників (нім. Sturzkampfgeschwader 77, StG 77) — ескадра пікіруючих бомбардувальників Люфтваффе за часів Другої світової війни. 18 жовтня 1943 переформована на 77-му штурмову ескадру.
З початку війни StG 77 відзначилася в кожній великій операції вермахту до Сталінградської битви 1942 року включно. За німецькими архівними даними про результати бойової діяльності StG 77 (якщо вони точні), ця ескадра завдала найбільшої шкоди наземним військам противника, ніж будь-яка інша ескадра штурмової авіації Люфтваффе. Протягом війни основним літаком формування був пікіруючий бомбардувальник Junkers Ju 87. Dornier Do 17 і Messerschmitt Bf 110 використовувалися в ролі літаків повітряної розвідки.
Заснована в травні 1939 року StG 77 вступила у війну лише з двома із звичайних трьох груп, що входили до бойового складу ескадр Люфтваффе. 77-ма ескадра підтримувала вторгнення в Польщу у вересні 1939 року, яким розпочався світовий конфлікт. У травні та червні 1940 року вона забезпечувала авіаційну підтримку наземних військ та діяла проти судноплавства та бойових кораблів противника, підтримуючи групи армій «А» та «В» у Голландській, Бельгійській кампаніях та битві за Францію. У червні 1940 року до її складу увійшла 3-тя авіагрупа. Починаючи з липня 1940 року, вона брала участь у битві за Британію, але усі ескадри, оснащені Ju 87, були виведені з битви всього за п'ять тижнів через високі втрати. До зими 1940/1941 років StG 77 діяла проти британського судноплавства.
Весною 1941 року StG 77 передислокували на Балкани, де вона билася під час вторгнення в Югославію, в битвах за Грецію та за Крит у квітні та травні 1941 р. Льотчики ескадри з StG 1, StG 2 і StG 3 завдали значних втрат судноплавству противника. З червня 1941 року StG 77 діяла в інтересах груп армій «Центр» і «Південь» на Східному фронті, з початку операції «Барбаросса». Зокрема, її ескадрильї відзначилися в битвах у Молдові, при Умані, за Київ, у Кримському поході, другій битві за Харків, битві за Кавказ і, зрештою, під Сталінградом.
В останній рік StG 77 продовжувала виконання бойових місій з повітряної підтримки формувань груп армій «Центр» та «Південь». З отриманням більш досконалого пікірувального бомбардувальника Ju 87G її підрозділи сали більш активно та результативно використовувати в протитанковій боротьбі з радянськими важкими танками. Літом 1943 року 77-ма ескадра пікірувальних бомбардувальників брала участь у битві на Курській дузі та подальшому відступі до Дніпра.
У жовтні 1943 року усі ескадри пікірувальних бомбардувальників були реорганізовані на штурмові ескадри (нім. Schlachtgeschwader). Ju 87 стали занадто вразливими, і більше не вистачало винищувачів, щоб забезпечити супровід, або відчувався брак палива для проведення спільних операцій. Кількість пікіруючих бомбардувальників була зменшена та замінена на винищувачі-бомбардувальники, зокрема Fw 190.
18 жовтня 1943 року ескадра припинила своє існування. II. група була перейменована на III. групу Schlachtgeschwader 10, інші групи перейменували та передали Schlachtgeschwader 77.

## Історія з'єднання

### Формування
Штаб StG 77 був сформований у Швайнфурті 1 травня 1939 року на базі штабу StG 51. Спочатку входив до складу 3-го повітряного флоту, згодом перейшов у підпорядкування 4-го флоту. Першим командиром ескадри став оберст Гюнтер Шварцкопфф. З 1 червня 1939 року з'єднання перевели до Бреслау-Шенгартена, а потім з 26 по 31 серпня пройшла передислокація у Нойдорф. На початок Другої світової війни штат штабу становив три Ju 87
Авіагрупа I./StG 77 була сформована з I./StG 51 у Кітцінгені 14 травня 1939 року. Потім її під командуванням гауптмана Фрідріха-Карла фон Далвіга цу Ліхтенфельса перевели до Бріга. 31 серпня 1939 року напередодні війни, авіагрупа нараховувала 39 Ju 87, з яких 34 були готові до бою.
II./StG 77 сформована 14 травня 1939 року, також шляхом перейменування II./StG 51. До початку війни частину перемістили на ту саму базу, що і Stab./StG 77. Командування отримав гауптман Клеменс фон Шенборн-Візентгайд. На початок вторгнення до Польщі в строю було 38 з 39 Ju 87.
III./StG 77 була утворена вже в ході Другої світової війни. Частину сформували 9 липня 1940 року на базі II./KG 76, на території окупованої Франції в Аржантані або ймовірно в Кані в Нормандії. Першим командування отримав Дітріх Пельтц. 37 із 38 Ju 87, призначених до групи, діяли на момент початку бойових дій.

### Польська кампанія
На етапі підготовки до вторгнення до Польщі StG 77 отримала бойове завдання на підтримку дій 10-ї польової армії, що наступала на південну Польщу. Згодом ескадра була посилена двома авіаційними групами III./StG 51 і IV.(St)/LG 1. До моменту початку вторгнення вермахту літаки StG 77 перемістилися на бази навколо Оппельна.

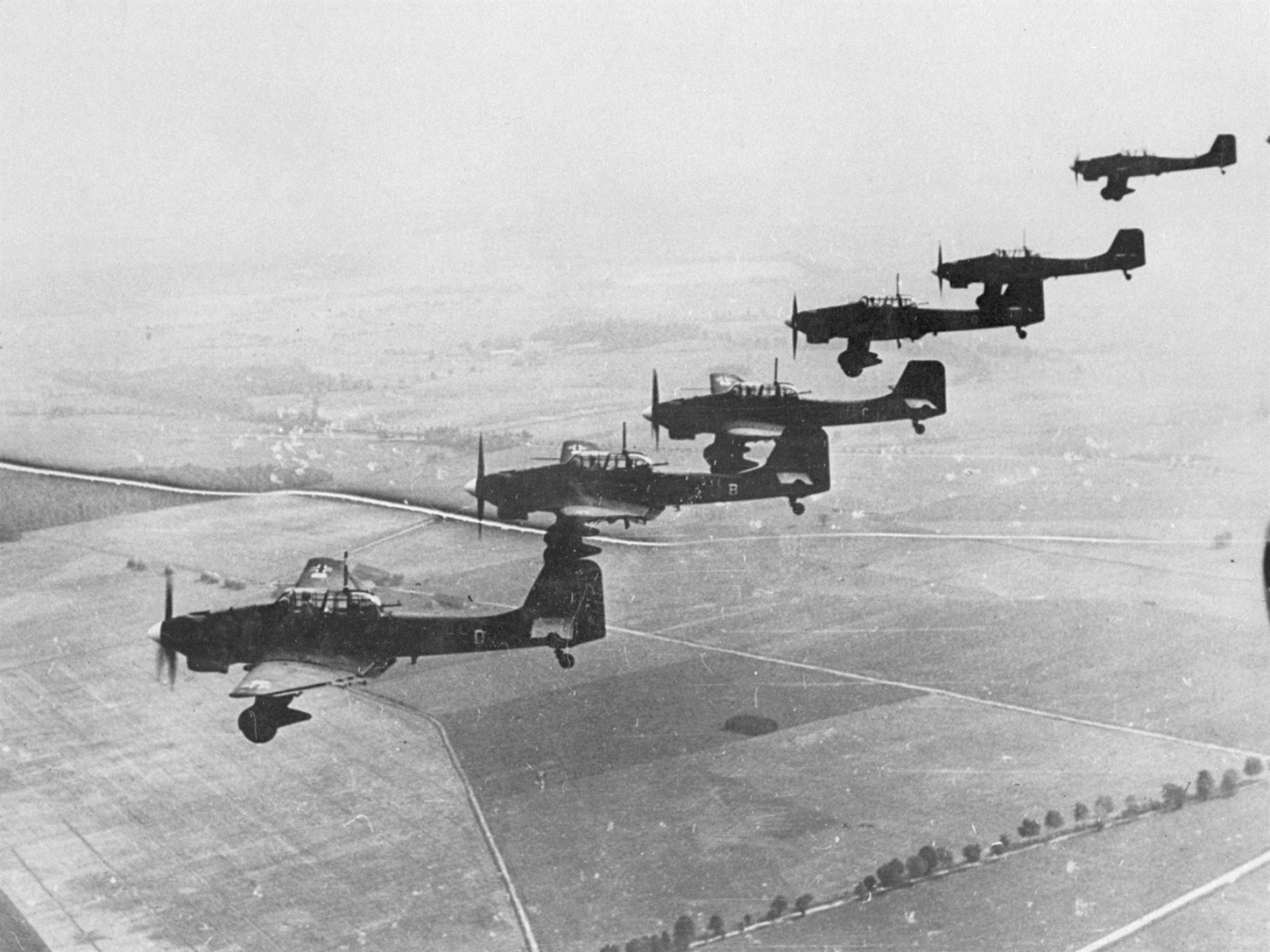
Німецькі бомбардувальники Ju 87 StG 77 над Польщею. Вересень 1939

1 вересня німецька армія почала наступ на польські прикордонні позиції.. Багато екіпажів I./StG 77 виконали в цей день по 4-5 бойових вильотів. За сприянням та у взаємодії з I./StG 2 та I./KG 77 1-ша група завдала удару по кавалерійської бригаді армії «Лодзь». Літаки авіагрупи забезпечували тісну повітряну підтримку XVI моторизованому корпусу генерала кавалерії Еріха Гепнера. II./StG 77 авіагрупа атакувала Велюнь, зруйнувавши місто, вважаючи що військо Польське зосередило в цьому місті значні кавалерійські резерви. Паралельно літаки ескадри завдавали ударів по польських аеродромах.
2 та 3 вересня пікіруючі бомбардувальники атакували райони зосередження польських військ у Радомській області. Перша група також, ймовірно, уражала визначені цілі вздовж річки Пілиця. Того дня підрозділи Ріхтгофена знищили 7-му польську дивізію. 4 вересня StG 77 з KG 4, KG 55, KG 76 і KG 77 діяли на підтримку 4-ї польової армії, атакувавши польські війська, що висувалися до району боїв залізничним та автомобільним транспортом. Атаки були настільки успішними, що бракувало цілей.
6 вересня I./StG 77 вперше завдала ударів по цілях у районі Варшави. Друга група підтримала просування наземних військ до Вісли та перемістилася до Крушини. З 8 по 13 вересня група брала участь у битві за Радом, в ході якої в цей період було завдано поразки шести польським дивізіям. I./StG 77 підтримувала Радомську битву до 11 вересня, коли її перекинули для атаки позицій під Варшавою.
У ході битви на Бзурі польській армії вдалося зупинити німецький наступ на Варшаву на якісь час. Але врешті 10-та німецька армія прорвалася до передмістя польської столиці до 8 вересня, і в цей період StG 77 здійснила 140 літако-вильотів у взаємодії з III./StG 51, завдавши ударів по мостах, тоді як KG 77 атакувала в основним залізничні лінії. Загалом авіація корпусу фон Ріхтгофена здійснила 750 бойових вильотів і скинула на противника 388 тонн бомб. Завдяки потужній підтримки з повітря, польський опір був майже знищений і підрозділи вермахту прорвали оборону захисників Варшави. З 14 по 27 вересня StG 77 активно діяла під час облоги Варшави; її групи атакували систему укріплень поляків, їхні бункери, фортеці. Вони допомогли зруйнувати Модлинську фортецю, що сприяло її опануванню штурмом.
6 жовтня 1939 року льотчики StG 77 повернулися до Бріга після капітуляції Польщі.
Під час Дивної війни StG 77 залишалася в підпорядкуванні VIII повітряного корпусу генерал-лейтенанта Вольфрама фон Ріхтгофена. Зиму 1939/40 року групи провели в тренуваннях.

### Французька кампанія
10 травня 1940 року усі три ескадри пікіруючих бомбардувальників, 1-ша, 2-га та 77-ма, відкрили битву за Бельгію та за Нідерланди, розпочавши атаки по їхніх фортецях. Форт Ебен-Емаель був розбомблений і штурмова авіація допомагала десантникам у штурмі форту Ебен-Емаель. StG 77 також підтримував дії наземних військ у битві під Маастрихтом, коли німецька армія захопила важливі плацдарми на водних перешкодах. Перша група ескадри з підрозділами III./StG 2, II (S)./LG 2 та фронтовою артилерією забезпечувала вогневе прикриття піхоти, доки мости у Вроенговені та Вельдвезельті не були захоплені, але протягом доби залишалися під обстрілом бельгійської армії.
11 травня StG 77 діяла проти голландських аеродромів, намагаючись розтрощити авіацію Королівства та не дозволити їй вплинути на наступ вермахту. Пізніше того ж дня пілоти StG 77 залучалися до битви за Гаагу, куди фон Ріхтгофен кинув половину своїх сил, щоб допомогти німецьким десантникам, що наразилися на затятий спротив голландської армії. 11 травня I./StG 77 перекинули до Аахена, на підтримку форсування Маасу підрозділами 6-ї армії. Наступного дня німецькі льотчики атакував цілі в районі Льєжа. Штаб і I./StG 77 перемістилися до Рокруа, неподалік від французько-бельгійського кордону, щоб підтримати з повітря наступ сухопутних військ. 13 травня II./StG 77 билася в районі Тірлемона, де втратила два Ju 87. 15 і 16 травня перша група атакувала позиції навколо Намюру.
Льотчики StG 77 також активно діяли у битві при Седані, що стала першою великою операцією із залученням усієї ескадри у битві за Францію. 13 травня StG 77 здійснила 360 вильотів на позицій французької армії. Бомбардувальні рейди ескадрилей StG 77 по позиціях французької артилерії були особливо ефективними. 14 травня StG 77 втратила свого першого командира, оберста Гюнтера Шварцкопфа, збитого вогнем з землі біля Седана. Клеменс граф фон Шьонборн-Візентгайд прийняв командування на себе. Цього дня перша група втратила три з чотирьох Ju 87 в небі над Седаном унаслідок атак винищувачів Королівських ПС. Загалом у повітряних боях у цій битві ескадра зазнала втрату п'яти збитих і двох пошкоджених літаків.
77-ма ескадра пікіруючих бомбардувальників відіграла важливу роль у розгромі контрударів французької групи армій «A» під час прориву танкових клинів вермахту через північну Францію. 19 травня 4-та бронетанкова дивізія генерала Шарля де Голля була розгромлена в битві при Монкорне. Осколкові бомби, скинуті з німецьких пікірувальників виявилися особливо руйнівними для французької бронетехніки, завдавши невиправних пошкоджень танкам де Голля. Достеменно втрати цієї дивізії від ударів німецької авіації невідомі, але з'єднання було фактично розгромлено.
21 та 22 травня II./StG 77 завдав ударів по транспортних потоках на дорогах поблизу Монтрей та Сен-Омера. 22 травня ескадрильї ескадри атакували французький аеродром Мервіль. При штурмі авіагрупа втратила чотири Ju 87 у протистоянні з 145-ю та 151-ю ескадрильями британських Повітряних сил. Ще один був втрачений в операції з підтримки 25 травня. I./StG 77 сприяв перемозі німецького вермахту під Аррасом, атакуючи райони зосередження французьких військ на північ від міста. 25 травня StG 77 провела ефективні нальоти на артилерійські позиції поблизу Сен-Кантена, у той час як StG 1 і KG 77 атакували французькі бронетанкові війська, що контратакували німецький фланг поблизу Ам'єна.
З 22 травня StG 77 перенацілили для ударів по англійських портах на Ла-Манші. 23 травня Гуго Шперрле запросив підтримку StG 77 в ударах по Булоні. В ході боїв проти Британії ескадра зазнавала значних втрат. Лише 22 травня корпус фон Ріхтгофена втратив 16 літаків — п'ять з StG 77, що підтримувала 10-ту танкову дивізію в захопленні Булоні.
23 травня французький есмінець «Ораж» у результаті ударів бомбардувальників I./StG 77 був серйозно пошкоджений і його довелося затопити. Інший французький есмінець «Фронда» був пошкоджений, як і британський «Вітшед». StG 77 також підтримував свої війська при облозі Кале. За наказом Ріхтгофена місто піддалося інтенсивному бомбардуванню, зазнавши тотальних руйнацій.
після падіння Кале StG 77 переключили на підтримку військ, що діяли проти обложеного Дюнкерка. У битві під Дюнкерком Ju 87 бомбили порт і атакували кораблі союзників, що евакуювали оточені британські та французькі армії. Діючи разом з StG 1 і 2 Ju 87 завдали значних втрат Королівському флоту та ВМС Франції. 27 травня був потоплений 3047-тонний пароплав Côte d'Azur, а 28 травня пароплав Crested Eagle. 29 травня есмінець «Гренейд» Королівського флоту був серйозно пошкоджений атакою Ju 87 у гавані Дюнкерка, і згодом він затонув. Того ж дня французький есмінець «Містраль» був пошкоджений бомбою й згодом знищений вогнем німецьких берегових батарей неподалік від Кіневіля. «Ягуар» та «Веріті» зазнали серйозних пошкоджень, тоді як траулери Calvi та Polly Johnson (363 та 290 тонн) розпалися під час бомбардування. Торговельне судно «Фенелла» (2376 тонн), на борту якого було 600 солдатів, німецькі бомбардувальники затопили. Затоплені також судна Lorina і Normannia (1564 та 1567 тонн). Інтенсивні нальоти німецької штурмової авіації на деякий час зупинили евакуацію.
1 червня Ju 87 потопили Skipjack (815 тонн) та есмінець «Кейт», а «Базіліск» покалічили, перш ніж його затопив «Вайтхолл». Пізніше «Вайтхолл» також зазнав сильних пошкоджень і за допомогою «Айвенго» повернувся до Дувра. «Гавант», що був в експлуатації всього три тижні, був потоплений, а ввечері французький есмінець «Фудруайян» затонув після масової атаки німецьких пікірувальних бомбардувальників. До настання темряви 1 червня німці продовжували масований конвеєр знищення суден та кораблів противника. Пароплав Pavon був загублений при перевезенні 1500 голландських солдатів, більшість з яких загинула. Також був знищений нафтовий танкер Niger. Німецькі пікірувальники затопили флотилію французьких тральщиків — Denis Papin (264 тонни), Le Moussaillon (380 тонн) і Venus (264 тонни).
На завершальній фазі Французької кампанії — операції «Рот» — ескадра продовжувала виконувати важливі завдання з повітряної підтримки дій наземних військ. Спочатку StG 77 підтримувала прорив танкових полчищ до Парижа, які захопили місто 14 червня після того, як уряд Франції оголосив його відкритим містом. Потім події розвивалися лавиноподібна. Льотчики ескадри підтримували війська груп армій «A» і «C», коли їхні армії наступали в обхід лінії Мажино, і сприяли прориву через Сомму, Сену та Луару до французького кордону зі Швейцарією. Перша авіагрупа підтримувала операції набагато далі на захід і 18 червня закінчила кампанію після удару по району зосередження французьких військ в Осері. Цього ж числа завершила бойові дії 2-га авіаційна група.
Після перемир'я 22 червня 1940 року StG 77 отримав вісім-десять днів відпочинку, перш ніж її передислокували до Кана у Нормандії.

### Битва за Британію
Протягом червня та липня 1940 року в Нормандії у складі 77-ї ескадри, яка залишалася у VIII повітряному корпусі, була заснована 3-тя група, яка збільшила загальну чисельність з'єднання до більше ніж 100 літаків. Для підготовки операції проти Британії I./StG 77 перемістилася до Шербура.
З першого дня битви за Британію 77-ма ескадра пікірувальних бомбардувальників взяла активну участь. На першому етапі битви головними цілями визначалися знищення Винищувального командування ПС Великої Британії, завоювання переваги у повітрі для проведення операції «Морський лев» та нейтралізація судноплавства у Ла-Манші.
9 липня 1940 року німці напали на конвой, що курсували протокою. 27 літаків I./StG 77 Ju 87 під проводом гауптмана Фрідріха-Карла Ліхтенфельса в супроводі Bf 110 атакували військово-морську базу Портленд. У повітряному бою над британською базою Ліхтенфельс був збитий та загинув, замість нього командиром авіагрупи став гауптман Герберт Майзель.
8 серпня StG 77 брала участь у великих повітряних боях за британський конвой PEEWIT. Пізно вранці StG 2, 3 і 77 з Анже, Кана і Сен-Мало в супроводі Bf 110 V./LG 1 атакували конвой на південь від острова Уайт у взаємодії з 30 Bf 109 II. та III./JG 27, що забезпечували винищувальне прикриття. Британські «Спітфайри» та «Харрікейни» атакували німецькі формування. Ju 87 сильно пошкодили SS Surte, MV Scheldt та SS Omlandia і незабаром потопили SS Balmaha. SS Tres був потоплений StG 77; чотири судна були потоплені, а чотири пошкоджені при проведенні атак.
13 серпня розпочалася операція «Адлертаг», напрямом зосередження основних зусиль якої визначалося завдавати максимального ураження авіації та інфраструктурі Винищувального командування британців. Однак, через поганий зв'язок та суворі погодні умови початок операції розпочався з хаосу. Накази про скасування не надійшли до штаб-квартири 3-го повітряного флоту, і командувач Гуго Шперрле розпорядився розпочати атаки. О 05:50 88 Ju 87 з StG 77 почали прямувати до гавані Портленда. Вдень у супроводі Bf 109 JG 27 ескадра StG 77 52 силами Ju 87 націлилися на авіабазу Вормелл. Втім штурмова ескадра, не зумівши знайти свою ціль, скинула бомби навмання. Інші ескадри Ju 87 були більш ефективними і тільки дії StG 77 залишилися безрезультатними.
18 серпня 1940 року усі частини Ju 87 були виведені з битви за перевагу в повітрі через значні втрати, зазнані на цю дату. Основний відсоток втрат мала StG 77.

### Балканська кампанія
В ході підготовки до вторгнення до Югославії StG 77 включили до сил 4-го повітряного флоту генерала авіації Александера Лера й передислокували до Румунії. Штаб, I та III./StG 77 були переміщені в Арад на північному заході Румунії. 1-ша група мала 39 Ju 87, з яких 33 в боєготовому стані. 3-тя група базувалася в тому ж районі з 32 з 40 літаків, готових до експлуатації. Штаб мав три наявних пікіруючих бомбардувальники. II./StG 77 дислокувалася окремо на австрійському аеродромі Ґрац-Талергоф з 34 Ju 87 з 39, готовими до бою.
1-ша та 3-тя групи брали участь у операції «Відплата», бомбардуванні Белграда. StG 77 вразив найважливіші цілі в столиці та її околицях, включаючи Королівський палац, силами 74 пікіруючих бомбардувальників та другою хвилею з 57 Ju 87 атакували міст Смедереве та укріплення біля злиття річок Нера та Морава.
2-га група завдавала удару по аеродромах Королівських Повітряних сил Югославії навколо Загреба, Баня-Луки, Бихача та Прієдора. На рахунок були записані численні югославські літаки, знищені на землі. Було знищено 18 літаків Breguet XIX та деякі літаки Potez 25, що належали 4-ій армії Королівства Югославія. Подібну долю спіткала і 6-та авіагрупа 7-ї армії у Церклє та Брезє поблизу Брежиці. Обидва напади були здійснені II./StG 77. Група втратила чотири Ju 87.
11 квітня 87 Ju 87 атакували аеродром Великі Радінці I, ціною втрати StG 77 двох літаків. 12 квітня залізничний вузол Ядіджа був зруйнований, що уповільнило спроможності Югославії реагувати на вторгнення. Невпинні атаки з повітря завдали серйозних втрат 24 югославським дивізіям, які почали відходити на південь. 12 квітня на Дунаї авіація ескадри потопила 540-тонний монітор Drave.
14 квітня, з огляду на швидкі темпи просування наземних військ, 2-га група перелетіла до Загреба. Лише за чотири дні кампанії, 10 квітня, III./StG 77 атакували вже цілі на півночі Греції (ймовірно, лінію Метаксас) .
Швидка капітуляція Королівської армії Югославії дозволила групам Ju 87 зосередитися на портах на півдні, щоб запобігти евакуації сил союзників, що залишилися, або висадці британських експедиційних сил. I./StG 77 передислокувався з Арада до Белграда-Земуна з виділенням частки підрозділів, що прибули 19 квітня до Бієліна. Протягом кількох днів група здійснила переміщення на ті аеродроми, з яких було зручніше підтримати наступ у південній Греції. 15 травня літаки авіагрупи II./StG 77 базувався в Аргосі. III./StG 77 швидко переміщувалася на південь. 15 квітня її ескадрильї базувалися у Прилеп-Вест, на південь від Скоп'є, у Македонії. 22 квітня група вже бомбардувала наземні та морські цілі в районі Афін.

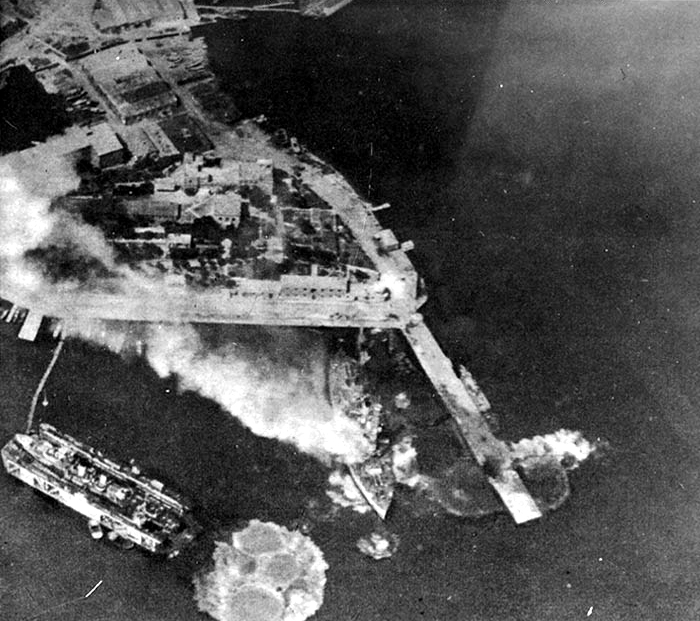
Грецький лінкор «Кілкіс» під ударом німецьких пікірувальних бомбардувальників Ju 87B «Штука» на грецькій військово-морській базі Саламін. Нижче зліва, у плавучому доку, розташований есмінець «Василеф Георгіос». 23 квітня 1941

27 квітня німецькі пікірувальники атакували британські сили, що евакуювалися з Греції морем на Крит та в Єгипет, зокрема есмінець «Хіроу», під час нальоту був втрачений один Ju 87. Саме літаки 77-ї ескадри стали причиною так званої катастрофи «Сламата» — голландське транспортне судно «Сламат», а також Costa Rica (8 085 тонн), Santa Clara (13 320 тонн) і Ulster Prince (3800 тонн) були потоплені внаслідок масштабного авіанальоту. Есмінці Королівського флоту «Даймонд» та «Райнек» прийшли на допомогу один одному, але були потоплені іншими німецькими літаками.
30 квітня бойові дії вермахту в континентальній Греції були переможно завершені. StG 77 надали нетривалий час на відпочинок та підготовку до наступного етапу — наступу на Крит. 20 травня висадкою повітряного десанту розпочалася битва на Криті. Пікірувальні бомбардувальники мали наказ атакувати оборонні позиції, порти та аеродроми на острові в підтримку дій німецьких десантників. 21-22 травня німці спробували відправити підкріплення на Крит морем, але у зіткненні з Угрупованням «D» під командуванням контрадмірала Ірвіна Гленні втратили 10 суден. Британські сили, що складалися з крейсерів «Дідо», «Орайон» та «Аякс», змусили решту німецьких кораблів і суден відступити. Натомість на допомогу флоту були покликані «Штуки». Підрозділи StG 77 та I./StG 3 переслідували та пошкодили «Орайон» і «Дідо». «Орайон» евакуював 1100 солдатів до Північної Африки; 260 з них були вбиті, а ще 280 поранені.
1 червня операція «Меркурій» завершилася опануванням Криту німецькими військами. Тільки III./StG 77 зарахували на власний рахунок затоплення кораблів та суден сумарною водотоннажністю 46 000 тонн та 86 000 тонн суден зазнали пошкоджень.

### Німецько-радянська війна

#### Операція «Барбаросса»
Після успішного завершення операції на Криті StG 77 повернулася до Польщі під командування II повітряного корпусу 2-го повітряного флоту Люфтваффе. Ескадра діяла на стику військ груп армій «Центр» і «Південь».
22 червня 1941 року розпочалася операція «Барбаросса», вторгнення в Радянський Союз. Першою місією StG 77 була підтримка форсування німецькими військами річки Буг та прориву лінії розмежування, заснованої нацистсько-радянським пактом від 1939 року. Ця підтримка допомогла 17-ій та 18-ій танковим дивізіям вермахту здійснити переправу. StG 77 підтримував німецькі війська в Білостоцько-Мінській битві.
Протягом кількох днів ескадрильї StG 77 були переміщені на південний фланг німецько-радянського фронту для посилення IV повітряного корпусу, що діяв за планом операції «Мюнхен». До 5 липня StG 77, підтримуючи 11-ту армію, знищив 18 поїздів та 500 транспортних засобів. 11 липня гауптман Густав Пресслер був збитий за радянськими лініями, але повернувся за кілька днів. 12 липня два літаки I./StG 77 Ju 87 були збиті, тоді як 11 були виведені зі строю внаслідок атаки радянських літаків 55-го винищувального авіаційного полку на їхній аеродром.
У подальшому StG 77 атакував радянські лінії постачання, які не були порушені в битві під Уманню. 26 липня II./StG 77 втратив чотири Ju 87, а III./StG 77 перевели на підтримку 11-ї армії. 30 липня 3-тя група втратила два Ju 87 в повітряних боях проти 36-ї авіаційної дивізії РСЧА під час спроби розбомбити штаб-квартиру маршала Семена Тимошенка в Києві.
Льотчики StG 77 зробили значний внесок у Київську битву. 4-й повітряний флот, до якого входив IV корпус, почав відчувати нестачу палива, коли кишеня закривалася. Було вирішено використовувати Ju 87 з StG 77, що менше споживали пального. Було заявлено про знищення близько 920 автомобілів та інших цілей у районі Києва. 18 вересня армія відновила наступ на столицю радянської України. Пілоти StG 77 здійснювали 4-6 літако-вильотів на добу на підтримку, бомбардуючи артилерію, бункери та цитадель, поки місто не було захоплено.
Далі на південь II./StG 77 підтримував 17-ту армію в захопленні Полтави 18 вересня. Підрозділи StG 77, зокрема, 6-та ескадрилья залучалася до відбиття контратак Чорноморського флоту. Радянський флот організував висадку морського десанту на узбережжі Чорного моря в тилу румунської армії. StG 77 помітив канонерський човен «Червона Арменія», буксир ОП-8 та есмінець «Фрунзе», флагманський корабель адмірала Льва Владимирського. 21 вересня StG 77 завдала удару та потопила усі три кораблі радянського флоту.
Радянські транспорти все ще доставляли 3-й полк морської піхоти до Григорівки, на південний захід від Одеси, де висаджувався десант, і ліквідували загрозу румунських важких берегових батарей проти порту. Радянський десант сприяв оборонним діям Червоної армії в утриманні Одеси й певним чином затримав її захоплення. У боях за місто Ju 87 пошкодили есмінці «Беспощадний» і «Безупречний». Також підрозділи ескадри заявили про затоплення ще п'яті морських суден і чотирьох транспортів, що дало можливість румунам стримувати радянський плацдарм. 31 жовтня есмінець «Бодрий» обстріляв німецькі позиції вздовж узбережжя. StG 77 Ju 87 атакувала і поранила 50 членів екіпажу, обстрілявши палубу радянського есмінця. Через дванадцять днів льотчики StG 77 потопили крейсер «Червона Україна».
На ранніх етапах битви під Москвою StG 77 брала участь у підтримці дій наземних військ до 23 жовтня 1941 року. Але згодом частини ескадри перевели на південний фланг німецько-радянського фронту, де StG 77 підтримала 11-ту армію, яка наступала на Крим. 24 жовтня, після прибуття підкріплення від KG 51, Кримський фронт розвалився і радянські війська відійшли назад до порту Севастополя, почалася облога міста. Бойові дії в цьому районі затихли. 22 листопада III./StG 77 втратила 12 Ju 87 унаслідок авіаудару радянської авіації по аеродрому Спат.
StG 77 відіграла важливу роль у Першій битві за Харків, відбивши радянські контратаки Південно-Західного фронту і дозволивши групі армій «Південь» захопити місто, незважаючи на снігопади. У листопаді, після вдалого стратегічного контрнаступу Радянського Союзу, який викинув німецькі війська в битві під Ростовом, пілоти StG 77 прикривали німецький відхід до річки Міус. StG 77 знищила 70 вантажівок, а наступного дня — ще кілька автомобілів, плюс 8 танків та одну артилерійську батарею.
З 22 червня по 22 листопада 1941 р. StG 77 заявляла про знищення 2 401 автотранспортного засобу, 234 танків, 92 артилерійських батарей, 21 поїзда, зазнавши втрату 25 своїх літаків. Частка II./StG 77 становила 140 танків, 45 артилерійських систем, 43 зенітні гармати на додаток до 10 затоплених кораблів.

#### Крим і Другий Харків

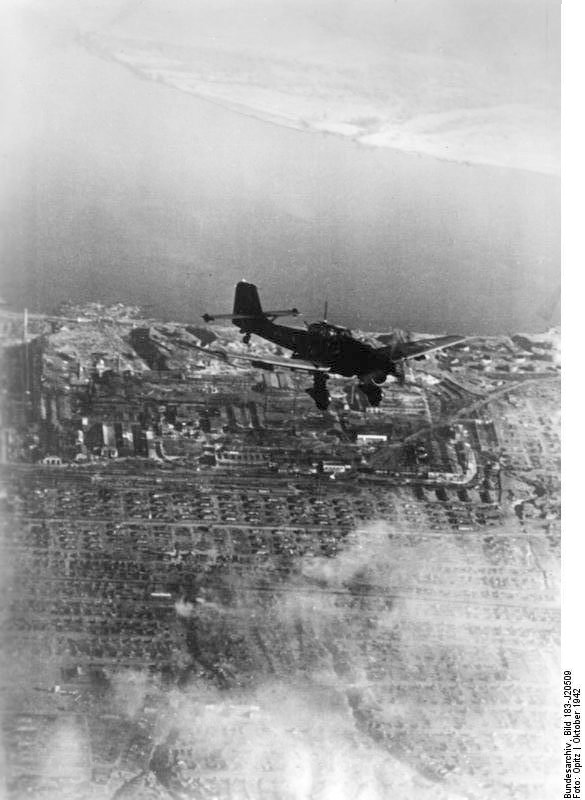
Ju 87B під час бомбардування Сталінграда. Сталінградська битва. Жовтень 1942

Протягом зими 1941/42 рр. StG 77 залишалася на півдні. 4-й флот розгорнув тимчасове командування Sonderstab Krim (укр. Спеціальний штаб Крим) під командуванням Роберта Ріттера фон Грайма, до складу якого включили StG 77. Головним завданням командування була підтримка 11-ї німецької армії під час завоювання Криму. KG 51 та KG 27 також увійшли до командування, яке зосередило свої основні зусилля на Керченському півострові, коли 26 грудня 1941 року радянська 44-та армія висадилася у Феодосії.
4 січня 1942 року Чорноморський флот забезпечив висадку батальйону морської піхоти поблизу Євпаторії на західній стороні Криму. StG 77 здійснював повітряну підтримку дій військ, які ліквідували загрозу, і радянські морські піхотинці капітулювали протягом тижня. StG 77 разом з KG 51 та KG 27 розгромили радянський плацдарм, не допустивши висадку там підкріплень. 5 січня судна «Ногін» і «Зирянин» були потоплені, а два пошкоджені.
24 лютого 1942 року III./StG 77 атакувала позиції Червоної армії на лінію Парпач поблизу Керчі, завдавши удару по позиціях артилерії. Через п'ять днів було здійснено 40 бойових вильотів і заявлено про 20 пошкоджених або знищених танків РСЧА. На Донецькому фронті II./StG 77 втратив командира 6-ї ескадрильї Германа Рупперта, збитого радянськими винищувачами. 10 березня, очевидно за сприяння радянських цивільних, які співпрацювали з вермахтом, партизани знищили на аеродромі в Криму три Ju 87.
Битва на Керченському півострові тривала до травня 1942 р. Помітним успіхом StG 77 стала атака III./StG 77 на 36-й авіаремонтний цех радянських ВПС у затоці Кругла біля Севастополя, в результаті якої 25 квітня загинув командувач ВПС Чорноморського флоту генерал-майор Микола Остряков та його заступник Федір Коробков.
StG 77 відігравав у цей час важливу протитанкову роль на Кримському фронті. Незважаючи на те, що Ju 87 ще не володіли достатньою вогневою міццю для знищення важких радянських танків, якщо не було прямого влучення, Червона армія використовувала на цьому фронті бронетехніку застарілих зразків, а Ju 87 виявилися доволі ефективними в боротьбі з ними. Спочатку пікірувальні бомбардувальники діяли фактично без прикриття та особливого опору з боку радянських ВПС. 8 травня 1942 року розпочалася операція «Полювання на дрохв», наступ вермахту з метою розгрому радянського плацдарм у біля Керчі. Пілоти StG 77 здійснювали по п'ять вильотів щодня і скидали 200 тонн бомб.
Керченська битва ледь закінчилася, коли на іншому фланзі групи армій «Південь» вибухнула криза. Наступ радянських військ поблизу Харкова застав Вермахт зненацька, і StG 77 терміново перекинули на північ, щоб запобігти прориву військ Тимошенко; з 13 травня вся ескадра була зосереджена протягом 48 годин на загрозливому напрямку. Протягом перших двох днів боїв «Штуки» 4-го повітряного корпусу Люфтваффе, де єдиним формуванням пікірувальників була StG 77, стверджували, що знищили 54 танки.
Під час контрнаступу вермахту StG 77 зруйнували п'ять основних мостів через Донець і пошкодили ще чотири, намагаючись не допустити відступу радянських військ, тоді як KG 3 завдала значних втрат техніці противника. 29 травня I./StG 77 знищила поблизу Харкова декілька ленд-лізовських танків Matilda II.
Після розгрому радянського наступу на Харків усі три групи пікірувальників були переведені назад до VIII корпусу. З 1 червня флот, який налічував 600 літаків, розпочав останній штурм Севастополя. Ju 87 StG 77 атакували критично важливі об'єкти інфраструктури, укріплення, гавані та підводні бази. Пожежі спалахнули по всьому портовому місту. Люфтваффе здійснила 723 місії та скинула 525 тонн фугасів у перший день. Незважаючи на потужний зенітний вогонь, був втрачений лише один Ju 87.
З 11 червня StG 77 підтримувала XXX армійський корпус на півдні; екіпажі виконували від трьох до п'яти бойових вильотів на день. Сумісні удари з повітря пікірувальників ескадри в поєднанні з масованим вогнем 11 420-мм важких облогових гаубиць вибили основне озброєння форту Сталіна (три з чотирьох гармат 76,2 мм). 27 Ju 87 II./StG 77 атакували основну батарею Максима Горького, і вважається, що саме внаслідок цього удару були знищені ці позиції.
Одночасно льотчики StG 77 активно діяли проти Чорноморського флоту, який доставляв запаси та евакуював радянських поранених. 26 червня II./StG 77 потопив есмінець «Безупречний» з 320 солдатами на борту. Лідер есмінців «Ташкент», яким командував Василь Єрошенко, ухилився від численних атак Ju 87. Після чотирьох годин переслідування та скидання 335 бомб радянський корабель утік від StG 77. Хоча корабель був серйозно пошкоджений внаслідок повітряних ударів німецької авіації, він прорвався з 2100 пораненими радянськими солдатами до Новоросійська.
1 липня Люфтваффе направило 78 бомбардувальників — з І./KG 76, 1./KG 100 і 40 Ju 87 з StG 77 — на порти Новоросійськ, Тамань і Туапсе. Ціною втрати лише одного бомбардувальника потопили «Ташкент» і транспорти «Україна», «Пролетарій» та «Ельбрус», рятувальне судно «Чорномор», шхуну «Днестр», два міноносці та патрульний катер. Крім того, есмінці «Сообразительний» і «Незаможник», патрульні кораблі «Шквал» і «Шторм», один канонерський човен, один міноносець, два транспорти та плавучий док зазнали різного ступеня пошкодження. 12 липня врешті-решт місто було захоплено. З 2 червня по 3 липня 1942 року StG 77 здійснив 7078 бойових вильотів і скинув 3537 тонн бомб. Німці втратили лише 23 літаки.

#### Кавказ, Сталінград та Курська дуга
StG 77 була однією з головних ударних сил під час німецької літньої наступальної операції 1942 року, операції «Блау». Метою наступу вермахту визначалося захоплення багатого нафтою Кавказу. Ескадра діяла в інтересах 1-ї танкової армії при захопленні Ворошиловграда, Ровеньків та відбитті у Рад Ростова. Особливо відзначилася авіагрупа I./StG 77, яка до цього часу записала на свій рахунок 30-тисячний бойовий виліт, у ході яких завдала великої шкоди радянській піхоті, танкам і автомобілям. Саме «Штуки» IV повітряного корпусу генерала авіації Курта Пфлюгбайля відкрили шлях для броньованих полчищ 13-ї танкової дивізії та 5-ї танкової дивізії СС «Вікінг», коли вони проривали потужну протитанкову оборону навколо Ростова. 24 липня I./StG 77 надав неоціненну підтримку підрозділам LVII танкового корпусу генерала танкових військ Фрідріха Кірхнера, дозволивши німцям захопити мости, що ведуть до міста.
Після захоплення Ростову-на-Дону шлях на Кавказ був відкритий, і IV повітряний корпус продовжував підтримувати з повітря рух сил групи армій «А» генерал-фельдмаршала Вільгельма фон Ліста до нафтових родовищ. На узбережжі Чорного моря залишилася лише невелика група Ju 87 від StG 77, що підтримувала напади на автомобільний та морський транспорт на північному Кавказі. У звіті ОКВ від 29 липня зазначалося, що «Штуки» проводили бомбардування без супроводу винищувачів через слабкості радянської авіації.
З 23 серпня 1942 року I./StG 77 перекинули північніше для дії в інтересах військ вермахту, що наступали на Сталінград. Окрім тісної авіаційної підтримки, німецькі льотчики атакували невеликі судна, що підсилювали радянські війська в місті на Волзі. Човни, пороми та баржі обстрілювали і бомбили практично щодня, від світанку до заходу сонця. За станом на 20 вересня в авіагрупі залишилося 20 боєготових Ju 87 із 35.
II./StG 77 воював у битві за Воронеж та підтримував сухопутні війська в наступі вниз до річки Дон. Авіагрупа здійснювала операції в районі Сталінграда, а з 3 жовтня передислокувалася на південний схід від Краснодара, щоб підтримати 1-шу танкову Евальда фон Кляйста та 17-ту польову армії Ріхарда Руоффа, щоб посилити здобуті німецькими військами позиції на Північному Кавказі на фоні зростаючого опору радянських військ.
III./StG 77 перекинули на північний фланг німецько-радянського фронту після початкової фази літнього наступу на півдні. Авіаційна група діяла з метою підтримки сил, що намагалися опанувати Ленінград і базувалася на аеродромах в районах озера Ільмень, у Вязьмі та Вітебську. У вересні її передали в оперативне підпорядкування штабу StG 1. Однак, загальний наступ вермахту на Ленінград так і не відбувся.
13 вересня підрозділи StG 77 взяли участь у потужному німецькому наступі з метою знищення радянських військ у Сталінграді. Ескадра діяла разом з StG 2 та SG 1, атакуючи береги та мости навколо міста. До середини жовтня 1942 року StG 1, 2 і 77 значною мірою придушили радянську артилерію на східному березі Волги, перш ніж зосередитися на судноплавстві через Волгу, яке намагалося посилити радянські осередки опору на протилежному берегу. Радянська 62-га армія була розрізана навпіл і через інтенсивні авіаційні удари пікіруючих бомбардувальників по поромах, якими надходили підкріплення, боєприпаси та постачання, отримувала значно меншу матеріальну підтримку. 14 жовтня I./StG 77, з II./StG 1 та I. і II./StG 2 здійснили 53 місії, провівши 320 бойових вильотів на позиції та об'єкти Червоної армії. За два дні до цього StG 77 втратив командира Альфонса Ортгофера, який загинув під час повітряного нальоту радянських літаків на аеродром, коли він чекав наказу про зліт. Він помер у лікарні в Майкопі.
У листопаді 1942 року StG 77 не вдалося значно вплинути на успішний радянський контранаступ в операції «Уран». Згодом пілоти StG 77 підтримували невдалу спробу з прориву кільця оточення навколо Сталінграда, що вжив Еріх фон Манштейн. Ескадра брала участь у інтенсивних повітряних атаках на позиції 51-ї армії. Але результатів вони не принесли, водночас німецькі підрозділи зазнали значних втрат. Наприклад, 8./StG 77 втратила шість літаків у період з 16 по 19 грудня 1942 р. До 20 грудня III./StG 77 мала лише сім справних пікіруючих бомбардувальників. Ефективніше діяла ескадра під час радянської операції «Малий Сатурн», прикриваючи відхід головних сил вермахту з Кавказу.
У лютому 1943 року ескадра билася в третій битві за Харків. 19 лютого 1943 року в розпал боїв, у яких брали участь штаб, І. та II./StG 77, командир Вальтер Еннеккерус був звільнений через те, що він не здійснив нападів, які, на його думку, були самогубними. На посаді командира ескадри його змінив Гельмут Брюк. III./StG 77 втратила 29 екіпажів під час відступу з Розсоші до Харкова. Ймовірно, частка з них загинула у повітряних боях, але авіагрупа фактично була знищена і тому відведена до Вюрцбурга на переформування. Група отримала нові 37 Ju 87 і 245 офіцерів і перейшла в підпорядкування II повітряного корпусу 2-го повітряного флоту. Групу передислокували до Кальярі, але при вторгненні союзників на Сицилію вона не використовувалася. 27 квітня 1943 року авіагрупу повернули на Східний фронт до IV повітряного корпусу.
Влітку 1943 року 77-ма ескадра пікіруючих бомбардувальників діяла в інтересах підтримки II танкового корпусу СС 4-ї танкової армії на південному фасі навколо Курська. Усі групи були під командуванням VIII повітряного корпусу. Коли 5 липня почалася Курська битва, ескадра одразу почала зазнавати важких втрат. 6 липня, при перельоті фронту її бойові порядки були атаковані винищувачами Ла-5 88-го винищувального авіаційного полку. 17 радянських винищувачів знищили або завдали серйозних пошкоджень 10 Ju 87. В цілому корпус втратив 11 знищених та 11 пошкоджених на цей день; 50 % припадало на сили StG 77.

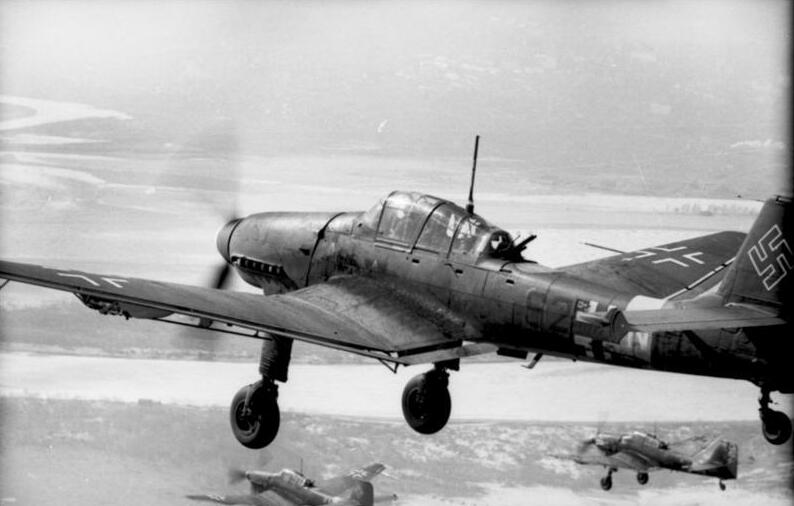
Німецькі бомбардувальники Ju 87 StG 77. 1943

8 липня StG 77 підтримувала дивізію «Гроссдойчланд», що наступала на потужно укріплене село Сирцево. StG 77 втратив п'ять Ju 87 і ще один пошкоджений у бою з 240-м винищувальним авіаційним полком. За даними штабу корпусу SG 1 було знищено 84 радянських танки, 21 пошкоджений, 40 транспортних засобів знищено, а також п'ять артилерійських систем разом з двома зенітними гарматами та двома РСЗВ. До вечора 8 липня корпус втратив 16 пікіруючих бомбардувальників. За наступні дні німці скоротили вдвічі кількість вильотів «Штуки».
11 липня 9./StG 77 втратила ще п'ять Ju 87 при проведенні атак на формування 69-ї армії. Їм протистояли винищувачі 183-го винищувального авіаполку. Вдень 50 Ju 87 підтримали атаку 1-ї танкової дивізії Лейбштандарте-СС «Адольф Гітлер» на висоту 252,2. 12 липня льотчики ескадри билися у битві під Прохорівкою. Пікірувальники Ju 87 змогли здійснити лише 150 вильотів на підтримку своїх танкових військ, але, діючи у взаємодії з StG 2, німецька штурмова авіація здобула великих результатів в ураженні радянських танкових підрозділів, що наступали на відкритій місцевості. Зокрема, 31-ша танкова бригада 29-го танкового корпусу зазнала значних втрат. 14 липня було втрачено ще шість Ju 87, які підтримували XXXXVIII танковий корпус Дітріха фон Хольтіца.
Наступ німецьких військ в південному секторі продовжувався, але операція «Роланд», спланована та підготовлена генерал-фельдмаршалом фон Манштейном, як продовження операції «Цитадель», зазнала невдачі й була скасована. Разом з цим, Червона армія успішно відбивши потужний стратегічний наступ противника, провела перегрупування сил і розпочала підготовку до контрнаступу — операції «Полководець Румянцев». Радянські війська витіснили німців на їхні вихідні рубежі для початку літньої кампанії. 19 липня 7./StG 77 була знищена радянським нападом на базу в Краматорські, а 4./StG 77 втратила ще три через атаку радянських винищувачів.
На початку серпня 1943 року розпочався стратегічний радянський контрнаступ на центральному напряму німецько-радянського фронту. У ході боїв на Курській дузі з 5 до 31 липня 1943 року ескадра StG 77 втратила 24 пікіруючих бомбардувальники, ще 30 були пошкоджені. Для порівняння, в період боїв на Східному фронті з липня до грудня 1942 року вона втратила всього 23 бомбардувальники. Загалом ескадри «Штук» у цих кривавих боях втратили вісім кавалерів Лицарського хреста Залізного хреста; Карл Фітцнер з 5./StG 77 був одним із них — 8 липня він був збитий і загинув.
До середини жовтня підрозділи ескадри брали участь у битві за Дніпро, атакуючи радянські передові формування, що наступали на Київ.
18 жовтня 1943 року 77-му ескадру пікіруючих бомбардувальників перейменували на 77-му штурмову ескадру (SG 77), а її II групу перейменували на III групу SG 10.

## Командування

### Командири 77-ї ескадри
- Оберст Гюнтер Шварцкопфф (нім. Günter Schwartzkopff) (1 травня 1939 — 14 травня 1940), загинув у бою;
- Майор граф Клеменс фон Шенборн-Візентгайд (нім. Clemens Graf von Schönborn-Wiesentheid) (15 травня 1940 — 20 липня 1942);
- Майор Альфонс Ортгофер (нім. Alfons Orthofer) (25 липня — 12 жовтня 1942), загинув у бою;
- Майор Вальтер Еннеккерус (нім. Walter Enneccerus) (13 жовтня 1942 — 20 лютого 1943);
- Майор Гельмут Брук (нім. Helmut Bruck) (20 лютого — 18 жовтня 1943).

### Командири I./StG 77
- Гауптман Вернер Юнк (нім. Werner Junck) (1936);
- Майор Гюнтер Шварцкопфф (нім. Günter Schwartzkopff) (червень 1936 — 15 вересня 1937);
- Майор Оскар Дінорт (нім. Oskar Dinort) (16 вересня 1937 — 30 січня 1939);
- Майор барон Карл фон Дальвіг цу Ліхтенфельс (нім. Karl Freiherr von Dalwigk zu Lichtenfels) (1 лютого 1939 — 9 липня 1940);
- Оберлейтенант Гельмут Брук (нім. Helmut Bruck) (10 — 25 липня 1940);
- Гауптман Вільгельм Майзель (нім. Wilhelm Meisel) (26 липня — 18 серпня 1940);
- Гауптман Гельмут Брук (20 серпня 1940 — 19 лютого 1943);
- Майор Карл Генце (нім. Karl Henze) (20 лютого 1943 — 14 листопада 1944);
- Гауптман Ганс-Йоахім Бранд (нім. Hans-Joachim Brand) (15 листопада 1944 — 18 квітня 1945);
- Гауптман Егон Штолль-Берберіх (нім. Egon Stoll-Berberich) (18 квітня — 8 травня 1945).

### Командири II./StG 77
- Гауптман граф фон Шенборн (нім. Graf von Schönborn) (1 червня 1939 — 15 травня 1940);
- Гауптман Вальдемар Плевіг (нім. Waldemar Plewig) (15 травня — 8 серпня 1940);
- Гауптман Альфонс Ортгофер (нім. Alfons Orthofer) (15 серпня 1940 — 27 червня 1942);
- Майор Курт Ган (нім. Kurt Hahn) (1 липня 1942 — 1 квітня 1943);
- Гауптман Гельмут Ляйхт (нім. Helmut Leicht) (1 квітня — 18 жовтня 1943);
- Гауптман Александер Глезер (нім. Alexander Gläser) (лютий 1944 — 8 травня 1945).

### Командири III./StG 77
- Гауптман Гельмут Боде (нім. Helmut Bode) (9 липня 1940 — 25 серпня 1942);
- Гауптман Георг Якоб (нім. Georg Jakob) (26 серпня — 1 грудня 1942);
- Гауптман Франц Кісліх (нім. Franz Kieslich) (1 грудня 1942 — 19 лютого 1945);
- Гауптман Гергард Штюдеманн (нім. Gerhard Stüdemann) (20 лютого — 8 травня 1945).

### Командири запасної групи StG 77 (Erg./StG 77)
- Гауптман Герберт Пабст (нім. Herbert Pabst) (1 вересня 1941 — 31 липня 1942);
- Гауптман Александер Глезер (нім. Alexander Gläser) (квітень — 16 травня 1943).

## Бойовий склад 77-ї ескадри пікіруючих бомбардувальників
- штаб (Stab/StG 77)
- 1-ша група (I./StG 77)
- 2-га група (II./StG 77)
- 3-тя група (III./StG 77)
- Запасна група StG 77 (Erg./StG 77)[Прим. 1]
- Навчально-тренувальна ескадрилья (LS-Ausb.Abt./StG 77)[Прим. 2]

## Основні райони базування 77-ї ескадри пікіруючих бомбардувальників

### Основні райони базуванняштабуStG 77
| 1 травня — 31 серпня 1939      | Бреслау-Шенгартен           | Ju 87B           |
| 1 вересня — вересень 1939      | Нойдорф                     | Ju 87B           |
| вересень 1939 — 11 травня 1940 | Кельн-Буцвайлергоф          | Ju 87B, Do 17    |
| 11 — 16 травня 1940            | Аахен                       | Ju 87B, Do 17    |
| 16 травня — червень 1940       | Сінт-Трейден                | Ju 87B, Do 17    |
| червень 1940                   | Осер                        | Ju 87B, Do 17    |
| червень — грудень 1940         | Бругі (?)                   | Ju 87B, Do 17    |
| грудень 1940 — березень 1941   | Туссю-ле-Нобль              | Ju 87B, Do 17    |
| 31 березня — 15 квітня 1941    | Арад                        | Ju 87B, Bf 109   |
| 15 — 19 квітня 1941            | Бієліна                     | Ju 87B, Bf 109   |
| 19 квітня — травень 1941       | Белград-Земун               | Ju 87B, Bf 109   |
| травень — червень 1941         | Аргос                       | Ju 87B, Bf 109   |
| червень — липень 1941          | Воскреничі                  | Ju 87B, Bf 110   |
| липень 1941                    | Ясси                        | Ju 87B, Bf 110   |
| липень 1941                    | Бєльці                      | Ju 87B, Bf 110   |
| липень — серпень 1941          | Біла Церква                 | Ju 87B, Bf 110   |
| серпень — вересень 1941        | Счастлива (?)               | Ju 87B, Bf 110   |
| вересень — грудень 1941        | Орел                        | Ju 87B, Bf 110   |
| грудень 1941 — квітень 1942    | Сталіно                     | Ju 87B/R, Bf 110 |
| квітень — 13 травня 1942       | Сарабуз                     | Ju 87B/R, Bf 110 |
| 13 — 31 травня 1942            | Харків-Рогань               | Ju 87B/R, Bf 110 |
| 31 травня — 9 липня 1942       | Сарабуз                     | Ju 87B/R, Bf 110 |
| 9 — 21 липня 1942              | Касторне                    | Ju 87B/R, Bf 110 |
| 21 — 29 липня 1942             | Лакедемонівка               | Ju 87B/R, Bf 110 |
| 29 липня — 5 серпня 1942       | Ростов-на-Дону              | Ju 87B/R, Bf 110 |
| 5 серпня — серпень 1942        | Біла Глина                  | Ju 87B/R, Bf 110 |
| серпень 1942                   | Армавір                     | Ju 87B/R, Bf 110 |
| серпень — вересень 1942        | Обливський                  | Ju 87B/R, Bf 110 |
| вересень — листопад 1942       | Бєлорєченська               | Ju 87B/R, Bf 110 |
| листопад — грудень 1942        | Котельниково                | Ju 87B/R, Bf 110 |
| грудень 1942 — 6 січня 1943    | Липовський                  | Ju 87B, Bf 110   |
| 6 січня — січень 1943          | Сальськ/Гігант              | Ju 87B, Bf 110   |
| січень — 25 січня 1943         | Сігнат (?)                  | Ju 87B, Bf 110   |
| 25 січня — 1 лютого 1943       | Ростов-Північний            | Ju 87B, Bf 110   |
| 1 — 9 лютого 1943              | Сталіно/Ровеньки            | Ju 87B, Bf 110   |
| 9 — 20 лютого 1943             | Котельниково                | Ju 87B, Bf 110   |
| 20 лютого — березень 1943      | Дніпропетровськ-Південний   | Bf 110           |
| березень — липень 1943         | Харків-Північний            | Ju 87D, Ju 88A   |
| липень — 29 липня 1943         | Толоконне                   | Ju 87D           |
| 29 липня — 3 серпня 1943       | Кірейково-Південне (Болхов) | Ju 87D           |
| 3 — 5 серпня 1943              | Толоконне                   | Ju 87D           |
| 5 — 10 серпня 1943             | Харків-Північний            | Ju 87D           |
| 10 серпня — вересень 1943      | Полтава                     | Ju 87D           |
| вересень — 18 жовтня 1943      | Васильків                   | Ju 87D           |

### Основні райони базування I./StG 77
| 1 травня — 31 серпня 1939      | Бріг                        | Ju 87B     |
| 31 серпня — 8 вересня 1939     | Нойдорф                     | Ju 87B     |
| 8 вересня — вересень 1939      | Ченстохова                  | Ju 87B     |
| вересень 1939 — 11 травня 1940 | Кельн-Буцвайлергоф          | Ju 87B     |
| 11 — 16 травня 1940            | Аахен                       | Ju 87B     |
| 16 — 19 травня 1940            | Сінт-Трейден                | Ju 87B     |
| 19 травня — 5 червня 1940      | Рокруа                      | Ju 87B     |
| 5 — 7 червня 1940              | Крюпії                      | Ju 87B     |
| 7 — 9 червня 1940              | Нуайон                      | Ju 87B     |
| 9 — 11 червня 1940             | Конткур                     | Ju 87B     |
| 11 — 14 червня 1940            | Мааст-е-Вйолен              | Ju 87B     |
| 14 — 18 червня 1940            | Курживо                     | Ju 87B     |
| 18 — червень 1940              | Осер                        | Ju 87B     |
| червень 1940 — 31 березня 1941 | Мальто                      | Ju 87B     |
| 31 березня — 15 квітня 1941    | Арад                        | Ju 87B     |
| 15 — 19 квітня 1941            | Бієліна                     | Ju 87B     |
| 19 квітня — травень 1941       | Белград-Земун               | Ju 87B     |
| травень — 4 червня 1941        | Гігея (?)                   | Ju 87B     |
| 4 — 19 червня 1941             | Шпроттау                    | Ju 87B     |
| 19 — 20 червня 1941            | Демблін                     | Ju 87B     |
| 20 червня — 3 липня 1941       | Біла Підляська              | Ju 87B     |
| 3 — 4 липня 1941               | Бухарест-Дігера             | Ju 87B     |
| 4 — 6 липня 1941               | Тудора                      | Ju 87B     |
| 6 — 17 липня 1941              | Ясси                        | Ju 87B     |
| липень — липень 1941           | Балта                       | Ju 87B     |
| липень — серпень 1941          | Біла Церква                 | Ju 87B     |
| серпень — вересень 1941        | Счастлива (?)               | Ju 87B     |
| вересень — жовтень 1941        | Орел                        | Ju 87B     |
| жовтень — листопад 1941        | Сарабуз                     | Ju 87B/R   |
| листопад 1941 — березень 1942  | Харків                      | Ju 87B/R   |
| березень — квітень 1942        | Беблінген                   | Ju 87B/R/D |
| квітень — 13 травня 1942       | Сарабуз-Південний           | Ju 87B/R/D |
| 13 — 31 травня 1942            | Харків-Рогань               | Ju 87B/R/D |
| 31 травня — 9 липня 1942       | Сарабуз                     | Ju 87B/R/D |
| 9 — 21 липня 1942              | Хацепетівка                 | Ju 87D     |
| 21 — 29 липня 1942             | Лакедемонівка               | Ju 87D     |
| 29 липня — 5 серпня 1942       | Ростов-на-Дону              | Ju 87D     |
| 5 серпня — серпень 1942        | Біла Глина                  | Ju 87D     |
| серпень — 20 серпня 1942       | Мелітополь/Керч             | Ju 87D     |
| 20 — 26 серпня 1942            | Обливський                  | Ju 87D     |
| 26 серпня — 8 жовтня 1942      | Бреслау-Шенгартен           | Ju 87D     |
| 8 жовтня — жовтень 1942        | Бєлорєченська               | Ju 87D     |
| жовтень — грудень 1942         | Карповка                    | Ju 87D     |
| грудень 1942 — 6 січня 1943    | Липовський                  | Ju 87D     |
| 6 січня — січень 1943          | Сальськ/Гігант              | Ju 87D     |
| січень — 25 січня 1943         | Сігнат (?)                  | Ju 87D     |
| 25 січня — 1 лютого 1943       | Ростов-Північний            | Ju 87D     |
| 1 — 9 лютого 1943              | Сталіно/Ровеньки            | Ju 87D     |
| 9 — 20 лютого 1943             | Котельниково                | Ju 87D     |
| 20 лютого — березень 1943      | Дніпропетровськ-Південний   | Ju 87D     |
| березень — липень 1943         | Харків-Північний            | Ju 87D     |
| липень — 29 липня 1943         | Толоконне                   | Ju 87D     |
| 29 липня — 3 серпня 1943       | Кірейково-Південне (Болхов) | Ju 87D     |
| 3 — 5 серпня 1943              | Толоконне                   | Ju 87D     |
| 5 — 10 серпня 1943             | Харків-Північний            | Ju 87D     |
| 10 — 30 серпня 1943            | Полтава                     | Ju 87D     |
| 30 серпня — 10 вересня 1943    | Кріма(?)                    | Ju 87D     |
| 10 — 16 вересня 1943           | Полтава                     | Ju 87D     |
| 16 — 30 вересня 1943           | Васильків                   | Ju 87D     |
| 30 вересня — 12 жовтня 1943    | Березівка                   | Ju 87D     |
| 12 — 16 жовтня 1943            | Васильків                   | Ju 87D     |
| 16 — 18 жовтня 1943            | Львів                       | Ju 87D     |

### Основні райони базування II./StG 77
| 1 травня — 31 серпня 1939      | Бріг                        | Ju 87B     |
| 31 серпня — 8 вересня 1939     | Нойдорф                     | Ju 87B     |
| 8 вересня — вересень 1939      | Ченстохова                  | Ju 87B     |
| вересень 1939 — 11 травня 1940 | Кельн-Буцвайлергоф          | Ju 87B     |
| 11 — 16 травня 1940            | Аахен                       | Ju 87B     |
| 16 травня — червень 1940       | Сінт-Трейден                | Ju 87B     |
| червень 1940                   | Осер                        | Ju 87B     |
| червень — грудень 1940         | Бругі (?)                   | Ju 87B     |
| грудень 1940 — березень 1941   | Туссю-ле-Нобль              | Ju 87B     |
| 31 березня — квітень 1941      | Грац                        | Ju 87B     |
| квітень — травень 1941         | Аграм                       | Ju 87B     |
| травень — червень 1941         | Аргос                       | Ju 87B     |
| червень — липень 1941          | Воскреничі                  | Ju 87B     |
| липень 1941                    | Ясси                        | Ju 87B     |
| липень — липень 1941           | Балта                       | Ju 87B     |
| липень — серпень 1941          | Біла Церква                 | Ju 87B     |
| серпень — вересень 1941        | Счастлива (?)               | Ju 87B     |
| вересень — грудень 1941        | Орел                        | Ju 87B     |
| грудень 1941 — квітень 1942    | Сталіно                     | Ju 87B/R   |
| квітень — 13 травня 1942       | Сарабуз                     | Ju 87B/R   |
| 13 — 31 травня 1942            | Харків-Рогань               | Ju 87B/R   |
| 31 травня — 9 липня 1942       | Сарабуз                     | Ju 87B/R   |
| 9 — 21 липня 1942              | Хацепетівка                 | Ju 87B/R   |
| 21 — 29 липня 1942             | Лакедемонівка               | Ju 87B/R/D |
| 29 липня — 5 серпня 1942       | Ростов-на-Дону              | Ju 87B/R/D |
| 5 серпня — серпень 1942        | Біла Глина                  | Ju 87B/R/D |
| серпень 1942                   | Мелітополь/Керч             | Ju 87B/R/D |
| серпень — вересень 1942        | Обливський                  | Ju 87B/R/D |
| вересень — жовтень 1942        | Бєлорєченська               | Ju 87D     |
| жовтень — листопад 1942        | Солдатська Балка (?)        | Ju 87D     |
| листопад — грудень 1942        | Котельниково                | Ju 87D     |
| грудень 1942 — 6 січня 1943    | Липовський                  | Ju 87D     |
| 6 січня — січень 1943          | Сальськ/Гігант              | Ju 87D     |
| січень — 25 січня 1943         | Сігнат (?)                  | Ju 87D     |
| 25 січня — 1 лютого 1943       | Ростов-Північний            | Ju 87D     |
| 1 — 9 лютого 1943              | Ровеньки/Сталіно            | Ju 87D     |
| 9 — 20 лютого 1943             | Котельниково                | Ju 87D     |
| 20 лютого — березень 1943      | Дніпропетровськ-Південний   | Ju 87D     |
| березень — липень 1943         | Харків-Північний            | Ju 87D     |
| липень — 29 липня 1943         | Толоконне                   | Ju 87D     |
| 29 липня — 3 серпня 1943       | Кірейково-Південне (Болхов) | Ju 87D     |
| 3 — 5 серпня 1943              | Толоконне                   | Ju 87D     |
| 5 — 10 серпня 1943             | Харків-Північний            | Ju 87D     |
| 10 серпня — вересень 1943      | Полтава                     | Ju 87D     |
| вересень — 18 жовтня 1943      | Васильків                   | Ju 87D     |

### Основні райони базування III./StG 77
| липень 1940 — березень 1941   | Аржантан      | Ju 87B     |
| 31 березня — 15 квітня 1941   | Арад          | Ju 87B     |
| 15 — 19 квітня 1941           | Бієліна       | Ju 87B     |
| 19 квітня — травень 1941      | Белград-Земун | Ju 87B     |
| травень — 4 червня 1941       | Аргос         | Ju 87B     |
| червень — липень 1941         | Воскреничі    | Ju 87B     |
| липень 1941                   | Ясси          | Ju 87B     |
| липень 1941                   | Балта         | Ju 87B     |
| липень — серпень 1941         | Біла Церква   | Ju 87B     |
| серпень — вересень 1941       | Счастлива (?) | Ju 87B     |
| вересень — жовтень 1941       | Миронівка     | Ju 87B     |
| жовтень 1941                  | Сіверська     | Ju 87B     |
| жовтень — грудень 1941        | Спат          | Ju 87B     |
| грудень 1941 — 13 травня 1942 | Сарабуз       | Ju 87B     |
| 13 — 31 травня 1942           | Харків-Рогань | Ju 87B     |
| 1 червня — вересень 1942      | Горлівка      | Ju 87B     |
| вересень — грудень 1942       | Вітебськ      | Ju 87B     |
| грудень 1942 — квітень 1943   | Вюрцбург      | Ju 87B/R/D |
| квітень — травень 1943        | Керч          | Ju 87D     |
| травень — липень 1943         | Краматорськ   | Ju 87D     |
| липень — серпень 1943         | Дмитрівка     | Ju 87D     |
| 10 серпня — вересень 1943     | Полтава       | Ju 87D     |
| вересень — 18 жовтня 1943     | Кіровоград    | Ju 87D     |

### Основні райони базування Ergänzungsgruppe/StG 77
| березень 1941 — 24 червня 1942 | Швайнфурт     | Ju 87B/R   |
| 25 червня 1942 — січень 1943   | Сарабуз       | Ju 87B/R/D |
| січень 1943                    | Миколаїв-Схід | Ju 87B/R/D |
| січень — 16 травня 1943        | Вертгайм      | Ju 87B/R/D |

### Основні райони базування LS-Ausb.Abt./StG 77
| березень — травень 1943 | Вертгайм | Ju 87, DFS 230 |